# Autovía de la Ribagorza

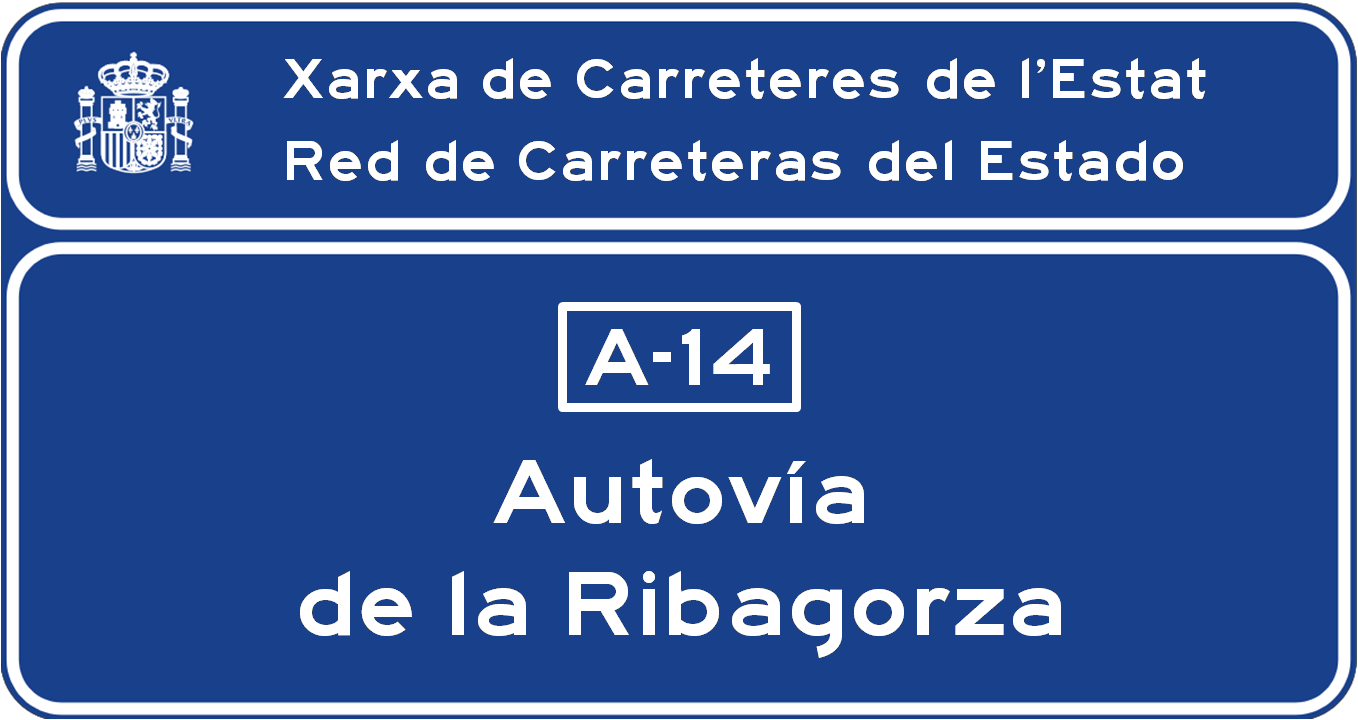
Señal de confirmación de la Autovía de la Ribagorza.

La autovía de la Ribagorza o A-14 es una autovía que comienza en Lérida, conectado con la A-2 o autovía del Nordeste y tras 94,9 km finalizará en Sopeira (provincia de Huesca). Hay un nuevo proyecto para prolongarse hasta la frontera con Francia tras la apertura de la nueva boca del túnel de Viella con dos tubos de túnel. Provisionalmente estos túneles funcionan unos pocos kilómetros como autovía, pero hay un nuevo estudio informativo de Sopeira a boca Sur del túnel de Viella para prolongarse la autovía A-14 hacia Caneján con la frontera francesa.
Diseñada en principio como el gran paso por el Pirineo Central, junto con el del Somport, el proyecto fue sufriendo varios recortes en cada plan de infraestructuras hasta la actualidad. El último, el PEIT 2007-2020, ha rebajado las pretensiones por las graves afecciones medioambientales que provocaría en la zona pirenaica, por lo que la futura vía de gran capacidad deberá terminar en la localidad oscense de Sopeira, a 44 kilómetros de la boca sur del túnel de Viella y por tanto a 80 kilómetros de la frontera francesa. A partir de Sopeira el trazado continuará hacia el norte por la actual carretera nacional N-230, que deberá mejorase notablemente.
El nuevo túnel de Viella denominado Juan Carlos I, de 5230 metros de longitud, evita el paso por el antiguo túnel considerado como el más peligroso de Europa (no se cruzaban dos camiones en su interior), quedando este únicamente para el transporte de mercancías peligrosas y como galería de evacuación. La obra comenzó el enero de 2002 y el túnel se abrió al paso de vehículos el 4 de diciembre de 2007. 
Del resto de la autovía sólo está en marcha una parte del tramo que discurre por la provincia de Lérida. Del tramo que atraviesa la provincia de Huesca no existe ninguna obra en ejecución hasta la fecha.

## Tramos
| Denominación | Tramo                                   | Kilómetros | Año servicio / Estado (2025)                                                                                         |
| ------------ | --------------------------------------- | ---------- | --- |
| A-14         | Lérida A-2 - Alguaire                   | 6          | 2017 |
| A-14         | Alguaire - Almenar                      | 10,3       | 2012 |
|              | Almenar - Limítrofe Cataluña/Aragón     | 7,3        | En nueva redacción de proyecto (pendiente someter a nueva información pública) (pendiente licitación de obras)       |
|              | Limítrofe Cataluña/Aragón - Alcampell   | 11,8       | En nueva redacción de proyecto (pendiente someter a nueva información pública) (construirá como nueva carretera 2+1) |
|              | Alcampell - Purroy de la Solana         | 13         | En nueva redacción de proyecto (pendiente someter a nueva información pública) (construirá como nueva carretera 2+1) |
|              | Purroy de la Solana - Benabarre Este    | 11,4       | En nueva redacción de proyecto (pendiente someter a nueva información pública) (construirá como nueva carretera 2+1) |
|              | Benabarre Este - Viacamp                | 12,5       | En nueva redacción de proyecto (pendiente someter a nueva información pública) (construirá como nueva carretera 2+1) |
|              | Viacamp - Puente de Montañana           | 8,3        | En nueva redacción de proyecto (pendiente someter a nueva información pública) (construirá como nueva carretera 2+1) |
|              | Puente de Montañana - Sopeira           | 15         | En nueva redacción de proyecto (pendiente someter a nueva información pública) (construirá como nueva carretera 2+1) |
|              | Sopeira - Boca Sur del Túnel de Viella  | 45         | Estudio informativo (sometida a información pública) (pendiente licitación de proyecto)                              |
| N-230        | Túnel de Viella                         | 5,2        | 2007 |
|              | Boca Norte del Túnel de Viella - Aubert | 11,6       | Pendiente nuevo estudio informativo (rechazado el primer estudio)                                                    |
|              | Aubert - Caneján                        | 24,6       | Pendiente nuevo estudio informativo                                                                                  |

## Salidas
| Número de Salida | Nombre de Salida                                                       | Carretera que enlaza             |
| ---------------- | ---------------------------------------------------------------------- | -------------------------------- |
|                  | Lérida Av. Alcalde Porqueres continúa por A-2 en dirección a Barcelona | A-2                              |
| 1                | Lérida Av. Rovira Roure Zaragoza                                       | A-2                              |
| 8                | Lérida - Alguaire Aeropuerto de Lérida                                 | N-230                            |
| 15               | Viella - Almenar - Toulouse                                            | N-230                            |
|                  | Viella continúa por A14R2                                              | A14R2 (intersección provisional) |